# 德
德，首先是大道的法则和规律，是大道赋予天地万物的行为规范和行为准则，是万事万物遵道而行的行为表现，以及唯道是从的品格素质。

## 字形本意
“德”的字形由“心”、“彳”、“直（本作直）”三个部件组成。“心”表示与情态、心境有关；“彳”表示与行走、行为有关；“直”，“值”（本作値）之本字，相遇相当之义。（洪颐煊《读书丛录》：“值本作直。”段玉裁《说文解字注》：“凡彼此相遇相当曰值…古字例以直为值。”）“直”同时也是“德”原来的读音，这通常意味着“直”（值）才是“德”字的成义要件。字形本意为“心、行之所值”，是关于人们的心境、行为与什么水准或什么状态相当的判断。说某人具有某德就是说某人在某一评价空间中到达哪里或站在哪里，说某德（如清德、和德、上德、下德）什么样就是说到达相应位点的行动者的行为表现会是什么样。
德字甲骨文作徝（从彳从直），金文作惪（从心从直）或德（从心从彳从直），字形的演变寓示人们在进行评价时的侧重点的不同，最终写定的“德”字，“心”“彳”构件完整，似乎正寓示着一种综合与折衷。（见广西师大社《老子感悟》）

## 《老子》以德论道
老子生活时代，五德終始說盛行，所以多次用五行之“德”，来阐明他的万物之“道”。

### 孔德之容，唯道是從
老子用辨别事物的德，来描绘道的特性。他说，“从辨别德的角度，来观察道是最恰如其分的。道在事物中，给人似存非存之感觉。反复寻思后，其中有像；仔细掂量后，货真价实；幽静深奥，中有精髓；精髓传真，其中有信。自古及今，注重名誉，大家都用德辨别是非。我根据什么辨别大家的品德？彼此彼此。”
「孔德之容，唯道是從。道之為物，唯恍唯惚。忽兮恍兮，其中有象；恍兮忽兮，其中有物。窈兮冥兮，其中有精；其精甚真，其中有信。自古及今，其名不去，以閱衆甫。吾何以知衆甫之狀哉？以此。」(《帛书老子》为：“孔德之容，唯道是从；道之物，唯恍唯惚。”。孔字在这里是孔窥管见，一孔之见的意思。物字，本义是花牛，在这里是花色，外观、外貌的意思。孔见：德之容，唯道是从；道之貌，唯恍唯惚。）

### 失道而後德
老子五千言，论德在前，论道在后。老子开宗明义，明确的指出了德，仁，义，礼，做为行为准则的特点和实质：
“上德不德，是以有德；下德不失德，是以無德。上德無為而無以為；下德無為而有以為。上仁為之而無以為；上義為之而有以為。上禮為之而莫之應，則攘臂而扔之。故失道而後德，失德而後仁，失仁而後義，失義而後禮。夫禮者，忠信之薄，而亂之首。前識者，道之華，而愚之始。是以大丈夫處其厚，不居其薄；處其實，不居其華。故去彼取此。”
上德不德，是以有德。下德不失德，是以无德。
理解这段话的难点在于德字的不同含义。
广义的德，泛指行为准则和规范，行为表现以及品格素质。比如开车上班，通往目的地的路径就是道。交通规则做为车辆行人必须遵守的行为规范和行为准则即是广义的德。遵守交通规则，以交规为准则，按照交规行驶，即为不失德；违反交规，抢道、超速、闯红灯，即为失德，也就是缺乏遵守规则的品德，简称缺德。
上德和下德的德字，特指大道的法则，即遵行大道的行为准则。
老子说：“人法地，地法天，天法道，道法自然“。意思是，人以地的法则为法则，地以天的法则为法则，天以道的法则为法则，道以自然为法则。也就是说，大道的法则是自然。自然，是遵道而行的行为准则。
在甲骨文和金文中，“上”字，下面是一长横，上面是一短横。长横表示基准线，短横作为指事符号，表示事物所处位置高于基准线，在基准线之上。“下”字上面是一长横，下面是一短横。长横是基准线，短横作为指事符号，表示事物所处位置低于基准线，在基准线之下。
上德，意动用法，以德为上，以德为基准线，行为表现在基准线之上。也就是以大道的自然法则为基准线、行为准则和底线，所作所为不低于行为底线的标准。
下德，与上德相对，不以大道的自然法则为行为底线和行为准则，行为表现低于自然法则的标准。
不德和不失德的德字，指一般行为规范。
不德，不以德为德，即不以一般行为规范的规定为行为准则。
不失德，即不违反一般行为规范的规定。
有德和无德的德字，特指唯道是从的品德。
上德不德，是以有德：以大道的自然法则为行为底线，而不以一般行为规范的规定为行为准则，所以才具有唯道是从的品德。
下德不失德，是以无德：不以大道的自然法则为行为底线，而以不违反一般行为规范的规定为行为准则，所以，虽然循规蹈矩，但并不具备唯道是从的品德。
以大道为底线的人，像婴儿一样，一切顺乎自然，自然而然，而不以任何行为规范为准则。例如，公园喂鸟是违背自然的行为。鸟儿可以不劳而获，久而久之会丧失捕食能力，难以生存。以大道自然为底线的人，不会违背自然，无论有没有不许喂鸟的规定都不会喂鸟。以大道为底线而不以规定为准则，所以才具有唯道是从的品德。即“上德不德，是以有德”。而以一般行为规范为准则的人，不在乎是否违背自然，只在乎是否违反规定。有不许喂鸟的告示则不会喂鸟，否则想喂就喂。不以大道为底线，虽然不会违反规定，但并不具备唯道是从的品德。即“下德不失德，是以无德”。
上德无为，而无以为也。
以大道为准则，其行为表现的特征是无为：无人为、无虚伪，纯真自然，故而无所掩盖隐瞒。
无为：为字，古代与伪相通。无为即无伪。
伪字主要有两个含义：人为和虚假。
1. 人为：任何事物都有其天然的形态和自然的运行规则，不以人的意志为改变。人为，要求事物按照自己的意愿发展变化，故而违背自然，拔苗助长，刻意按照自己的主观意愿行事。
无为即无人为：没有出于主观意愿而违背自然的刻意作为。
2. 虚假：不纯真，不诚实，不自然，自欺欺人。
无为即无虚假：无谎言，无隐瞒，无掩盖，无伪装。
- 以大道为准则，无人为，无虚假，故而没有什么好伪装的。是谓上德无伪，而无以伪也。

上仁为之，而无以为也；
以仁为上，以仁爱为行为准则，其特征是有人为而无虚假，故而无所伪装。
- 为之，与无为相对，意思是有出于主观意愿的刻意行为。然而，仁者的善行完全是出于爱心，并非装模作样，刻意表现仁慈，故而没有什么见不得人的，没有什么好刻意伪装的。
- 善欲人知，不是真善；恶欲人不知，绝非小恶。以仁爱为准则的人，会给乞丐施舍，并不考虑这种施舍在客观上到底是帮助了乞丐还是造就了乞丐。真心的怜悯，并非装给人看。而以大道自然为准则的人，会默默无闻的给慈善机构捐款捐物，却不会对路边的乞丐施以小恩小惠，就像不会在公园喂鸟一样。

上义为之，而有以为也；
以义为上，以合情合理、公平正义为准则，有人为也有虚假，故而有所伪装，刻意隐瞒掩盖。
- 义，是一个人为的主观概念。合情合理、公平正当都是人的主观认识，没有客观标准。而责任和义务，完全是人为规定的行为规范。
- 义，讲人情，但更重事理，强调负责任、尽义务。义，做为行为准则带有轻微的强制性，主张应该这样做，并非必须这样做。仁者的善行全凭自愿，而义者的义举有不得已的成分，带有一定程度的私心，有功利目的，动机不纯，故而义者的行为不纯粹，有真心的义举，也有迫于行为规范的不得已而为之，也会有沽名钓誉的刻意表现甚至刻意伪装。

上礼为之，而莫之应也，则攘臂而扔之。
以礼为上，以礼法为行为准则，其行为特点是有迫不得已的刻意人为和虚假伪装，如果言行不符合礼法的要求，会受到惩罚，为社会所不容。
- 礼，是人为制定的一切规章制度和法律法规的统称。礼，具有必须遵照执行的强制性。义者因趋利而守义，希望付出能够得到回报。礼者为避害而守礼，装模作样，敷衍了事以免受责罚。

- 莫之应也：不予响应者。
- 攘臂而扔之：如法庭上，两名武警一边一个，抓住罪犯的胳膊，拖出法庭。

故失道而后德：失德而后仁，失仁而后义，失义而后礼。
可见，背离了大道的自然法则之后，以人为的标准为准则：
丧失了自然无为的底线之后，以仁爱为准则；丧失了仁爱底线，而后以公平正义为准则；丧失了公平正义的底线，而后以制度、法规为准则。
- 失道而后德的德字是指人为规定的行为规范。失，丧失，背离，违背。失道即背离了自然法则。
- 失德而后仁的德字，指大道的自然法则，自然无为。
- 老子说： “天地不仁，以万物为刍狗”。“天道无亲，恒与善人”。

意思是：天地没有仁爱之心，把万物都当做草芥。如果天地把万物都当做珍宝，那么，万物皆珍宝，这个世界也就没有珍宝了，珍宝即草芥。天地间充满了不可或缺的阳光空气，任万物自然生息，即“天道无亲，恒与善人”。天之道，无分亲疏远近，永恒不变的与人为善，利而不害，无区别对待。无亲疏、无好恶、无偏爱、无情无义。
然而，人非草木，孰能无情？人有思想感情，当大道的自然法则与人的情感和主观意识相冲突的时候，人类选择了后者，背离大道的自然法则而以人为的、自以为是的行为规范为准则，即 “失道而后德” 。
- 人生就是一个不断的跌倒爬起的过程。婴儿学步，摔跟头是正常的。然而，亲生的宝宝摔倒，岂能袖手旁观？猛扑上去抱起宝宝，在地上狠狠的跺两脚，骂地坏，摔疼了我的宝宝。久而久之，孩子过度依赖父母，遇事怨天忧人，推卸责任。可是，顺其自然，于心不忍，于是，背离自然无为而以仁爱为准则，即 “失德而后仁” 。
- 常言说：亲戚有远近，朋友有厚薄。人类实际上做不到一视同仁。孟子说： “老吾老以及人之老，幼吾幼以及人之幼，天下可运于掌。” 。听起来十分华丽，可是，仁者最多给乞丐施舍一点散碎银子，不会养老送终。人有好恶偏爱，难免厚此薄彼。一母生九子，遗产怎么分？遇到具体利益，亲是亲，财是财，亲兄弟明算账，爱与不爱先放一边，以公平合理为原则，即 “失仁而后义” 。
- 然而，天下没有绝对的合情合理、公平公正。当“动之以情，晓之以理”不能解决问题的时候，按照风俗、规矩、规章制度、法律法规办事，不容商量，强制执行，即“失义而后礼”。

夫礼者，忠信之薄也，而乱之首也；前识者，道之华也，而愚之首也；
礼法，只能使人表面上规规矩矩，并不能令人心悦诚服；只注重行为表现，不重视真诚可信。礼法的威慑迫使人不得不放弃真诚，弄虚作假以逃避惩罚。而缺乏诚信是一切混乱的根源，罪魁祸首。
仁义，貌似华丽，实际上是背离自然的开始，愚蠢至极，天下没有比背离正道更为愚蠢的行为。
- 忠：真诚，不虚假，不伪装，不自欺，不欺人。
- 信：表里如一，言行一致，可信可靠。
- 薄：轻视，不看重。
- 前识者：指前面提到的，即排在礼之前的仁义。
- 周朝初年，周公旦制定分封、宗法、礼乐制度。三百年后，平王东迁，西周灭亡，历史进入春秋战国时期，诸侯争霸，天下大乱。周公建立的制度并没有使周朝的天下千秋万代，长治久安。孔子认为天下大乱的原因是礼崩乐坏，梦想回到周公的时代。而老子的看法恰恰相反，认为分封、宗法、礼乐制度本身存在严重问题。礼法，薄于忠信，并不能使人真心实意的遵行正道。一旦侯王拥有了至高无上的权利，便无所顾忌，为所欲为，这才是问题的关键所在。制度约束，其实并不能解决根本问题，反而会产生新的问题。

是以大丈夫居其厚而不居其薄，居其实而不居其华，故去彼取此。
- 居其厚而不居其薄：居，占据，持守。其：指忠信。厚：指忠信之厚，即无为。无虚伪，无人为，故而厚于忠信，真诚可靠。薄，指礼法。
- 居其实：其，指大道。实，指大道的实质，即大道的法则 – 自然。
- 华：表面现象，流于形式，指仁义。
- 去彼取此：在彼此之间做出选择。其原则是居其厚、居其实而不居其薄、不居其华。即持守自然无为而不以仁、义、礼为准则。

比如，去朋友家吃饭，主人厨艺极差。当主人问味道怎么样的时候，有谁会像孩子一样坦言相告呢？在诚实与礼貌之间，我们常常会做出最为愚蠢的选择，放弃真诚而选择礼貌。背离纯真自然，是一切问题的总根源，愚蠢至极。
所以，大丈夫居忠信之厚，持守无为，以无人为、无虚伪、不违背自然为底线，而不以礼法的规定为准则；居大道之实，以纯真自然为原则，而不以仁义为标准；故去彼，摒弃仁、义、礼；取此，奉行自然无为，与大道保持一致。

### 明道若昧，上德若谷
老子认为对道的态度因人而异，不必勉强。但是，“夫唯道，善貸且成”。只有根据事物运行演化特性行事的人，才能上德若谷，心想事成。
“上士聞道，勤而行之；中士聞道，若存若亡；下士聞道，大笑之。不笑不足以為道。故建言有之：明道若昧；進道若退；夷道若纇；上德若谷；太白若辱；廣德若不足；建德若偷；質真若渝；大方無隅；大器晚成；大音希聲；大象無形；道隱無名。夫唯道，善貸且成。”

### 道生之，德畜之
老子告诉世人玄德之道，即尊道而貴德，顺其自然。他说，“道 - 事物的演化运行机制生于自然，德 - 事物的素质品质蓄积于自然，物 - 事物的形状形成于自然，势 - 事物的势力范围扩展于自然。 因此萬物无不遵守道而生存，无不珍藏德而繁衍。道之尊，德之貴，不是奉命而为，而是萬物自賓自化，顺其自然。生存之道，繁衍之德；即，生长，发育；独立，毒害；养护，覆亡。生而不有，為而不恃，長而不宰，是幽远常在之德。 
“道生之，德畜之，物形之，勢成之。是以萬物莫不尊道而貴德。道之尊，德之貴，夫莫之命常自然。故道生之，德畜之；長之育之；亭之毒之；養之覆之。生而不有，為而不恃，長而不宰，是謂玄德。”

### 重積德則無不克，長生久視之道
老子用「服田力嗇，乃亦有秋。」的农夫，举例说明积德之道。他说，“嗇提前选育良种，并根据天气季节变化治人事天。早早积累经验和良种，就是重积德之行为；重积德可以克服自然灾害；能克服自然灾害，就能没有缺吃少穿的极端现象；没有极端现象，可以有庄园；有庄园能落地生根，富足常在；是谓经验丰富，繁荣长久之道。”
“治人事天莫若嗇。夫唯嗇，是謂早服；早服謂之重積德；重積德則無不克；無不克則莫知其極；莫知其極，可以有國；有國之母，可以長久；是謂深根固柢，長生久視之道。
早服：黎明即起，服侍农田。重：重复的意思。重积德，年复一年，日复一日的遵道而行。早服是日积月累的遵道而行，而不是一朝一夕的日出而作。”

### 道蒞天下，德交歸焉
老子认为，治理大国与烹饪小鲜时，小心翼翼地掌握火候一样。用道来体察治理天下，鬼、神和圣人都无法制造人间冲突。人间无冲突，治大国者才能德高望重。
他说，“治大國若烹小鮮。以道蒞天下，其鬼不神；非其鬼不神，其神不傷人；非其神不傷人，聖人亦不傷人。夫兩不相傷，故德交歸焉。”

### 善為道者，是謂玄德
老子用“蔷”说明积德之道后，又用古时“善为道者”的治国之策，来反对愚民政策。他说，“古之善為道者，不是靠灌输自己的成见、令民众明白道理，而是将以这种行为、斥为愚民政策。民之難治，是因为足智多谋的愚民政策太多。故以智治國，國之賊；不以智治國，國之福。知道两者的利害关系是𥡴式，常知𥡴式，是謂玄德。玄德深入人心，幽远常在，与以智治國背道而驰，然後乃至大順。”
“古之善為道者，非以明民，將以愚之。民之難治，以其智多。故以智治國，國之賊；不以智治國，國之福。知此兩者亦𥡴式。常知𥡴式，是謂玄德。玄德深矣，遠矣，與物反矣，然後乃至大順。”

### 有德司契，天道無親
老子忠告世人，有根有据，不偏不倚，才能被天下人接受。
“和大怨，必有餘怨；安可以為善？是以聖人執左契，而不責於人。有德司契，無德司徹。天道無親，常與善人。”